# Bertolt-Brecht-Realschule Augsburg
Die Bertolt-Brecht-Realschule, Staatliche Realschule Augsburg I, ist eine nach Bertolt Brecht benannte sechsstufige Realschule in Augsburg. Die Realschule ist Stützpunktschule für Mountainbike sowie für Kanu und Kajak, wobei der Augsburger Eiskanal optimale Trainingsmöglichkeiten bietet.

## Geschichte
Das Schulgebäude im Beethovenviertel wurde im Jahr 1963 erbaut. Vom Freistaat Bayern offiziell übernommen wurde die Abwicklung des Schulbetriebs am 21. Oktober 1965. Ursprünglich war die Bertolt-Brecht-Realschule eine Knabenschule, die „Staatliche Realschule für Knaben I“.
Die Schule nimmt – wie die Heinrich-von-Buz-Realschule – inzwischen sowohl Mädchen wie Jungen auf, ist also koedukativ. Weitere fünf Realschulen in Augsburg waren bis 2008 Mädchenschulen. Reine Knaben-Realschulen gibt es nicht in der Stadt. Mit dem Schuljahr 2008/2009 ist die von einer gemeinnützigen Einrichtung geführte Rudolf-Diesel-Realschule hinzugekommen, die Mädchen und Jungen aufnimmt. Diese ist mittlerweile in kirchliche Trägerschaft übergegangen und heißt nun Bischof-Ulrich-Realschule.
Im Jahr 2008 wurden im Zusammenhang mit dem Programm „Offene Ganztagsschulen“ in der Bertolt-Brecht-Realschule neue Räume eingeweiht und übergeben.
Die Baulichkeiten werden seit 2011 mit dem Ziel von Energieeinsparungen saniert. Die Erneuerungsarbeiten begannen im Jahr 2010 und konzentrieren sich neben dem Dach auf bessere Wärmedämmung des Gebäudes und eine moderne Heizungsanlage. Mittlerweile wird das Dach der Schule zur Energiegewinnung durch eine Solaranlage genutzt.
Auf dem Dach wurde ebenfalls ein Sendemast der deutschen Telekom installiert.
Mit dem Schuljahr 2017/2018 wurde die Digitalisierung abgeschlossen. Jedes Klassenzimmer wurde mit Beamern, Computern und Dokumentenkameras ausgestattet und ein schulweites WLAN installiert.

## Außenstelle Affing
Die ca. 20 km entfernte Realschule Affing-Bergen war von September 2010 bis 2012 eine Außenstelle der Bertolt-Brecht-Realschule. Diese ungewöhnliche Konstellation entstand durch die Umwandlung der Hauptschule Affing-Bergen in eine Realschule, die Hauptschülerzahlen ließen keine lebensfähige Hauptschule mehr zu. Die Affinger Hauptschüler gehen jetzt in Aindling zur Schule.
Beim ersten Informationsabend der neuen Schule setzte ein Ansturm von Interessenten ein, für den Schulbesuch in der Außenstelle entschieden sich mehr Personen als erwartet.

## Unterrichtsschwerpunkte

### Zweige und Wahlpflichtfächergruppen
An der Schule gibt es drei Zweige:
- Mathematisch-technischer Zweig mit den Schwerpunkten Mathematik und Physik
- Wirtschaftskundlicher Zweig mit dem Schwerpunkt Betriebswirtschaftslehre/Rechnungswesen
- Sozialer, musischer, handwerklicher, fremdsprachlicher Zweig mit den Schwerpunkten Kunst oder Französisch

### Stützpunktschule für Kanu- und Kajaksport sowie für Mountainbike
Die Schule ist die einzige Stützpunktschule in Bayern, die junge Menschen an den Kanu- und Kajaksport heranführt. Dies geschieht nach dem bayerischen Kooperationsmodell Sport nach 1 in Schule und Verein in Kooperation mit dem Augsburger Kajak Verein e. V. auf der Strecke des Augsburger Eiskanals. Für diesen Zweck wurden zuerst im Schuljahr 2008/2009 neun Wochenstunden des Sportunterrichts aufgewandt. Im folgenden Jahr waren es 17 Wochenstunden, danach reduzierte sich die Stundenzahl auf vier.
Seit 2019 ist die Bertolt-Brecht-Realschule Augsburg ebenfalls Stützpunktschule für Mountainbike.
Mit dem differenzierten Sportunterricht wird das Ziel verfolgt, sportliche Talente zu entdecken und zu fördern, aber gleichzeitig einen bestmöglichen Erfolg bei den schulischen Leistungen zu sichern. Um Fördermittel vom Freistaat zu erhalten, ist eine Genehmigung für das Einrichten einer Stützpunktschule vom Kultusministerium erforderlich und das Absolvieren eines differenzierten Sportunterrichts von mindestens vier Wochenstunden.

## Besondere Aktivitäten

### 24 Stunden Unterricht für Äthiopien
2010 sammelten Schüler, Lehrer und Eltern mit einem außergewöhnlichen Projekt über 2000 Euro Spenden für Äthiopien. Eine 9. Klasse ließ sich 24 Stunden lang am Stück unterrichten. Die 23 Lehrer unterrichteten zum Teil in äthiopischen Gewändern und hatten ihr jeweiliges Fach mit Äthiopien verknüpft. Im Sportunterricht beispielsweise liefen die Schüler einen halbstündigen Marathon durch das Schulhaus, um die Schüler spüren zu lassen, welchen Schulweg der Äthiopier Haile Gebrselassie (Langstreckenläufer und Olympiasieger) als Kind zu bewältigen hatte. Die Aktion bekam auch E-Mail-Unterstützung durch die Bundesministerin für Bildung und Forschung Annette Schavan: „Haltet durch, ihr schafft das!“ Mit dem Projekt-Erlös sollte in Äthiopien ein Klassenzimmer und ein Brunnen gebaut werden.

### Andere Aktionen
- Im Rahmen der Veranstaltungen zum Brecht-Jahr 2004 in Augsburg haben Schüler des Instituts das Stück „Der Augsburger Kreidekreis“ mit Marionetten im offiziellen Programm aufgeführt.[15]
- Bei den deutschen Meisterschaften im Computerschreiben 2011 in Stuttgart wurden vier Schüler der Bertolt-Brecht-Realschule im Perfektionsschreiben (Königsklasse) Erste. Es gab auch weitere herausragende Leistungen dieser Teilnehmer.[16]
- 2019 wurde die Bertolt-Brecht-Realschule bayerischer Vizemeister in Robotik
- Ebenfalls 2019 gewann die Bertolt-Brecht-Realschule den „Wissenschaftspreis Augsburger Schulen“

## Partner und Kooperationen
Die Bertolt-Brecht-Realschule Augsburg hat mittlerweile drei Partnerschaften und Kooperationsverträge: Seit Juli 2015 arbeiten die Stadtwerke Augsburg bei einigen Projekten eng mit der Schule zusammen. Im Herbst 2021 kamen dann als Partner noch das Universitätsklinikum Augsburg und das Staatstheater Augsburg hinzu.